# Siwa legenda
Siwa legenda – polsko-radziecki film fantasy z 1991 roku. Film jest adaptacją powieści Uładzimira Karatkiewicza o takim samym tytule.

## Treść
Akcja toczy się w XVII wieku na wschodnich kresach Rzeczypospolitej w okolicach Kamieńca Podolskiego, gdzie żyją obok siebie Polacy, Litwini i Rusini. Główną bohaterką jest piękna Lubka, która darzy przyjaźnią dwóch mężczyzn: Romana z Rakutowicz oraz kniazia litewskiego – Kizgajłę. Cała trójka znała się od dzieciństwa. Jako dzieci wzięli udział w wyprawie po ptaka szczęścia, którego jednak Kizgajło, w przypływie zazdrości zabił z łuku. Od tej pory nad ich losem wisi klątwa.

## Obsada
- Iwona Katarzyna Pawlak (Lubka)
- Maria Probosz (Jadwiga)
- Leon Niemczyk (Alojzy)
- Lembit Ulfsak (Roman)
- Ivars Kalniņš (Kizgaiła)
- Ałła Murina (Irina)
- Artur Gandrobura (Laur)
- Aleksander Koznow (Von Zchacken)
- Giennadij Garbuk (Filip)
- Józef Fryźlewicz (kanclerz)
- Andrzej Krasicki (Drucki)
- Michał Szewczyk (Gołas)
- Aleksandr Timoszkin (rotmistrz)
- Władimir Siczkar (Ćwirkiewicz)
- Aleksandr Biespałyj (Justyn)
- Giennadij Szkuratow (Dominik)
- Jewgienij Dziemikiewicz (Bogdan)